# Яковлев, Николай Николаевич (историк)
Никола́й Никола́евич Я́ковлев (5 августа 1927 — 7 апреля 1996) — советский и российский историк-американист, публицист, автор более 20 книг; доктор исторических наук, профессор.

## Биография
Родился в 1927 году во Владикавказе в семье военнослужащего Н. Д. Яковлева (будущего маршала артиллерии). Окончил МГИМО (1949) и юридический факультет МГУ (1945, экстерном). Работал в МИД, участвовал в подготовке издания переписки Иосифа Сталина с президентами США и премьер-министрами Великобритании в годы Великой Отечественной войны. Подготовил к защите кандидатскую диссертацию. Член КПСС с 1947 года. В 1952 году редактор английского вещания Радиокомитета. 
31 декабря 1951 года маршала Яковлева сняли с должности, а в конце февраля 1952 года арестовали. Маршалу вменялись в вину недостатки 57-мм автоматических зенитных пушек. Следом был арестован и сын маршала.
Историк Борис Клейн, ссылаясь на мемуары американского дипломата Джорджа Кеннана, рассказывает о случае проникновения в июле 1952 года в посольство США молодого человека, который «заявил, что он — сын министра госбезопасности СССР. Его отца недавно посадили, семья страдает, и он сам в безвыходном положении. Примерно то же случилось и с несколькими его друзьями. Благодаря прежним связям они знают входы и выходы в Кремль. Если им дадут деньги и оружие, заверил незнакомец, они покончат с нынешним советским руководством». В посольстве посчитали это провокацией. Борис Клейн утверждает, не приводя конкретных доказательств, что этим молодым человеком мог быть Николай Яковлев. Данные, приводимые Никитой Петровым, опирающиеся на архив ФСБ,  согласуются с версией Кеннана о том, что 15 декабря 1952 года Н. Н. Яковлев был задержан после того, как пытался пройти в американское посольство, но не подтверждают, что визит в посльство действительно состоялся, возможно, это была вторая попытка встречи с американскими дипломатами. 
Яковлевы были освобождены сразу после смерти Сталина, и Николай Николаевич смог вернуться к работе историка и в 1955 году защитил кандидатскую диссертацию, а в 1968 году — докторскую. В 1960-х годах Яковлев опубликовал серию работ по истории США.
Работал в институтах Академии наук СССР — ИИАН, Институте США и Канады, Институте социально-политических исследований. Юрий Андропов так и не разрешил Яковлеву покидать СССР, несмотря на все его старания, и полностью реабилитирован Яковлев был только в 1989 году. Леонид Млечин объясняет этот поступок Андропова тем, что «с людьми, которые висят на крючке, проще работать».
Умер 7 апреля 1996 года. Похоронен в Москве на Новодевичьем кладбище (участок № 7).

### Сотрудничество с КГБ СССР
Несмотря на своё освобождение и закрытие дела, Николай Яковлев не был полностью реабилитирован и оставался «невыездным» — ему не разрешали покидать СССР. 
По сведениям Н. В. Петрова знакомство Николая Яковлева с Андроповым состоялось в 1968 году при посредничестве Дмитрия Устинова, хорошо знавшего отца Яковлева. По другой версии в 1970-х годах Н. Н. Яковлев обратился в КГБ СССР с просьбой разрешить ему поездки в США, что было связано с его специальностью. В результате своего визита в КГБ Яковлев был завербован для проведения «идеологических операций», чему способствовал его страх перед КГБ, связанный с тяжёлым опытом тюремного заключения и допросов в 1952 году. Согласно свидетельству самого Яковлева, беседовал с ним лично председатель КГБ Юрий Андропов, а позже необходимыми материалами для написания книг, в том числе и явно сфальсифицированными, его снабжал начальник 5-го управления КГБ генерал Филипп Бобков. Андропов убедил Яковлева участвовать в идеологических операциях, сообщив ему, что в прежние времена с разведкой сотрудничали Иван Тургенев, Виссарион Белинский и Фёдор Достоевский.
Председатель, посверкивая очками, в ослепительно-белоснежной рубашке, щёгольских подтяжках много и со смаком говорил об идеологии. Он настаивал, что нужно остановить сползание к анархии в делах духовных, ибо за ним неизбежны раздоры в делах государственных. Причём делать это должны конкретные люди, а не путём публикации анонимных редакционных статей. Им не верят. Нужны книги, и книги достойного содержания, написанные достойными людьми.Н. Н. Яковлев, «О „1 августа 1914“, исторической науке, Ю. В. Андропове и других»
Самыми известными книгами, которые автор написал по заданию КГБ, были «1 августа 1914» и «ЦРУ против СССР». В первой книге излагается мнение о масонском заговоре внутри Временного правительства после Февральской революции, а вторая книга винит в проблемах СССР советских диссидентов и американскую разведку. Доказывая, что ЦРУ и американские дипломаты в Москве принимали непосредственное участие в редактировании и переписывании произведений А. И. Солженицына, который, по словам Яковлева, был «верным слугой ЦРУ», Яковлев совершил подлог цитаты из мемуаров американского посла в Москве Джейкоба Бима. Во второе издание книги о ЦРУ Яковлев добавил сведения о личной жизни жены академика-диссидента А. Д. Сахарова, Елены Боннэр, за что подвергся осуждению. Наиболее непристойные отрывки из этой книги, включая раздел о Елене Боннэр, были также опубликованы в журналах «Смена» и «Человек и закон» с многомиллионными читательскими аудиториями.
14 июля 1983 года Яковлев приехал в Горький и пришёл в квартиру, где Андрей Сахаров находился в ссылке, объяснив это желанием взять у академика интервью для третьего издания книги, хотя на самом деле имел намерение позлить Сахарова. Сахаров вначале долго и терпеливо пытался переубедить Яковлева, но когда тот стал повторять оскорбления в адрес жены академика, Сахаров дал ему пощёчину и выгнал из квартиры. Через несколько дней Сахаров попытался подать судебный иск, обвиняя Яковлева в клевете, но местный суд отказался принять у него документы.
26 сентября 1983 года Боннэр подала в народный суд Киевского района Москвы исковое заявление о защите чести и достоинства, в котором сообщала, что в журнале «Смена» № 14 (июль 1983 года) Николай Яковлев в статье «Путь вниз» порочит её.

## Личная жизнь
Был несколько раз женат. Последняя супруга — историк-испанист Светлана Пожарская.
Сын — Николай (род. 1958), учёный, предприниматель, генеральный директор ОАО АМНТК «Союз» (2005—2008).

## Награды и премии
- премия Ленинского комсомола (1980) — за публицистические книги для молодёжи

## Основные работы
Книги
- Ирландия. — М.: Географгиз, 1957;
- США и Англия во второй мировой войне. — М.: Учпедгиз, 1961;
- Загадка Пирл-Харбора. — М.: Изд-во РИСО АН СССР, 1963. — 148 с. — 60 000 экз. (2-е изд. 1968 в «Научно-популярной серии»);
- Франклин Рузвельт. Человек и политик. — М.: Международные отношения, 1969;
- Преступившие грань. — М.: Международные отношения, 1970;
- Подвиг особой дальневосточной. — М.: Молодая гвардия, 1970 (в соавт.);
- 3 сентября 1945 года. — М.: Молодая гвардия, 1971;
- 19 ноября 1942. — М.: Молодая гвардия, 1972;
- Новейшая история США (1917—1968). — М.: Просвещение, 1972 (в соавт.);
- Вашингтон. — М. : Молодая гвардия, 1973. — 400 с. — (ЖЗЛ; Вып. 534). — 100000 экз.
- 1 августа 1914. — М.: Молодая гвардия, 1974 (2-е изд. 1993; 3-е изд. 2003);
- Революция защищается (Милан, 1977; на ит. яз.);
- Книга для чтения по новейшей истории. Части 1—2. М.: Просвещение, 1976, 1979 (2-е изд. 1984, 1985; составитель и редактор);
- ЦРУ против СССР. — М.: Молодая гвардия, 1979. — 287 с. — 200 000 экз.
- ЦРУ — орудие психологической войны. — М.: Педагогика, 1980 (2-е изд. 1982; в сер. «Учёные — школьнику»);
- Франклин Рузвельт: человек и политик. Новое прочтение. — М.: Международные отношения, 1981;
- Силуэты Вашингтона. Политические очерки. — М.: Политиздат, 1983;
- Страницы жизни маршала Г. К. Жукова. — М.: Детская литература, 1985;
- Весна Победы. — М.: Педагогика, 1985 (в сер. «Учёные — школьнику»);
- Религия в Америке 80-х: Заметки американиста. — М.: Политиздат, 1987;
- Перл-Харбор 7 декабря 1941 года. Быль и небыль. — М.: Политическая литература, 1988;
- Маршал Жуков. Страницы жизни. — М.: Художественная литература, 1988;
- Избранные произведения в 3 томах. — М.: Молодая гвардия, 1989;
- Война и мир по-американски: традиции милитаризма в США. — М.: Педагогика, 1989 (в сер. «Учёные — школьнику»);
- Жуков. — М. : Молодая гвардия, 1992. — 464 с. — (ЖЗЛ; Вып. 722). — 150000 экз. — ISBN 5-235-01703-X (2-е изд. 1995);
- Последняя война старой России. Книга для учителя. — М.: Просвещение, 1994.
- Сталин: путь наверх. М., 2000.

Статьи
- Лабиринты Вашингтонианы // Вопросы истории. — 1972. — № 5;
- Ф. Рузвельт — сторонник сотрудничества с Советским Союзом // Вопросы истории. — 1972. — № 12;
- Год 1939-й: взгляд 40 лет спустя // Вопросы истории. — 1979. — № 8;
- ЦРУ против СССР: господь и бомба // Октябрь. — 1987. — № 3.